# Mișu Popp
Mişu Popp (19 de marzo de 1827 - 6 de marzo de 1892) fue un pintor y muralista rumano.

## Biografía
Nacido en Braşov, fue el octavo hijo de Ioan Popp Moldovan de Galaţi (1774-1869) y Elena (1783-1867), una familia de la región de Făgăraş. Su padre era muralista, pintor y escultor de la iglesia.
Mişu Popp terminó sus estudios de arte en 1848, en la Academia de Bellas Artes de Viena, donde desarrolló un estilo académico serio.
Continuó el trabajo de su padre pintando varias iglesias de Bucarest, Braşov (Tocile, Iglesia de San Nicolás), Araci, Râşnov, Satulung, Târgu-Jiu, Câmpulung, Urlaţi, etc. Entre 1847 y 1853 pintó con Constantin Lecca la iglesia de Curtea Veche de Bucarest.
Pero su principal legado artístico reside en la creación de muchos retratos de las personalidades de su tiempo ( Ion Heliade Rădulescu, Andrei Mureşanu, Vasile Alecsandri, etc.) y de algunas figuras históricas famosas, como Miguel el Valiente, inspiradas en un grabado contemporáneo del voivoda.
Sus pinturas se pueden admirar en Bucarest en el Museo de Literatura Rumana y el Museo Nacional de Arte de Rumanía, así como en los museos de Arad, Braşov, Ploieşti y Sibiu .

## Galería

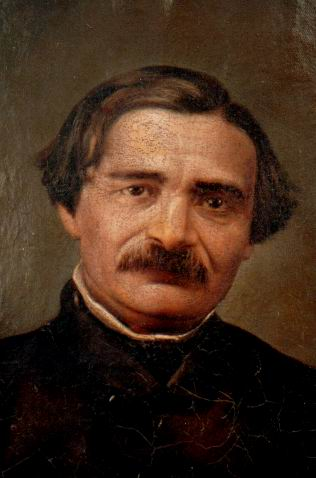
Retrato de Ion Heliade Rădulescu
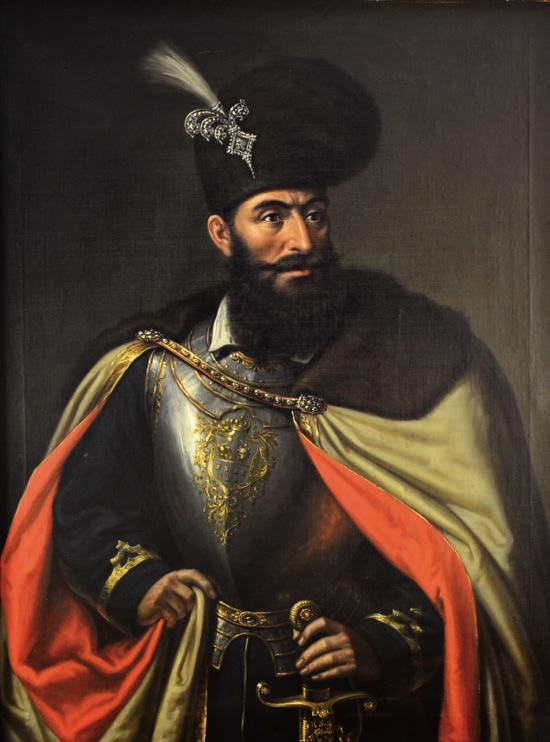
Retrato de Miguel el Valiente
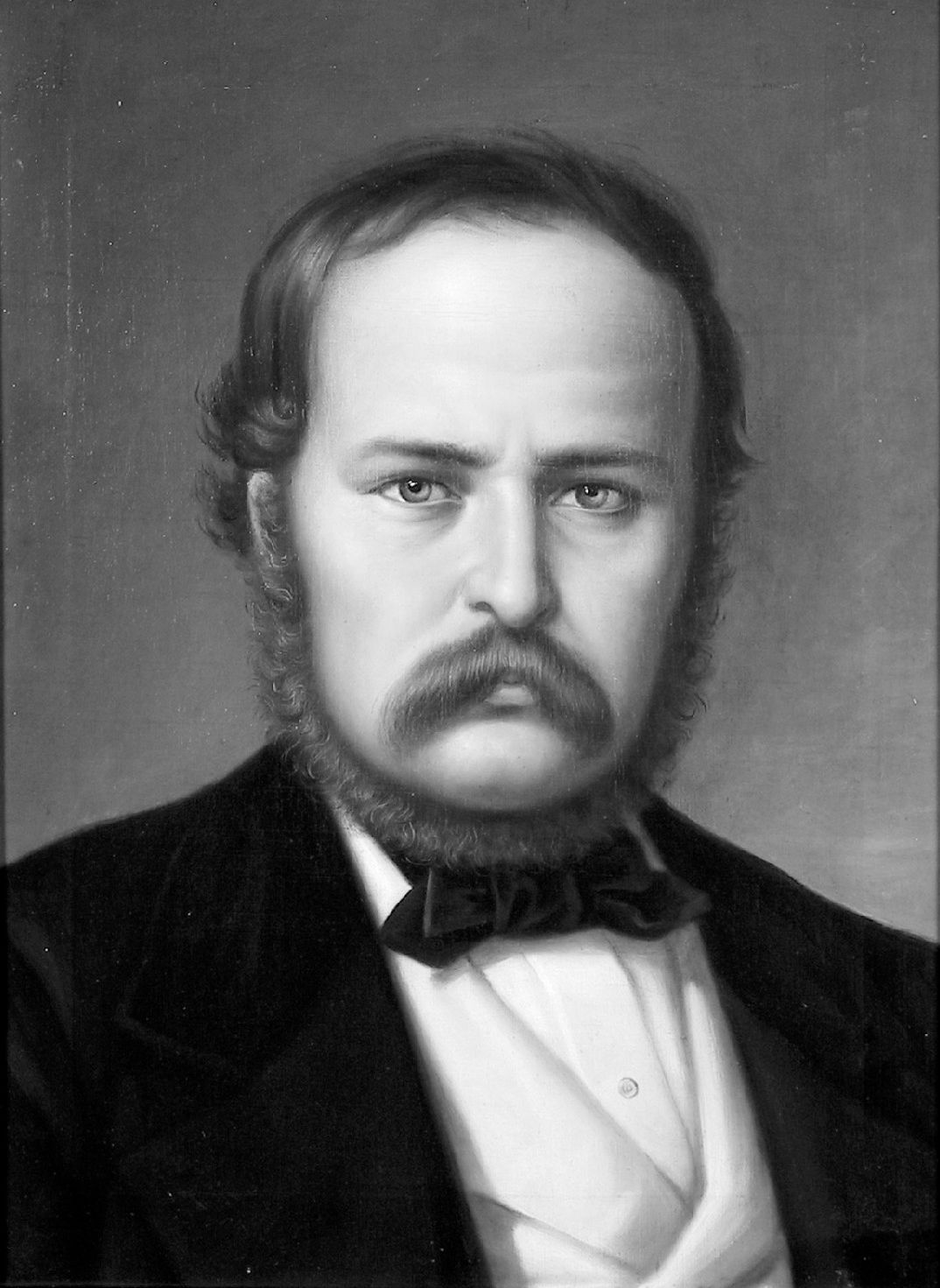
Retrato de Andrei Mureşanu
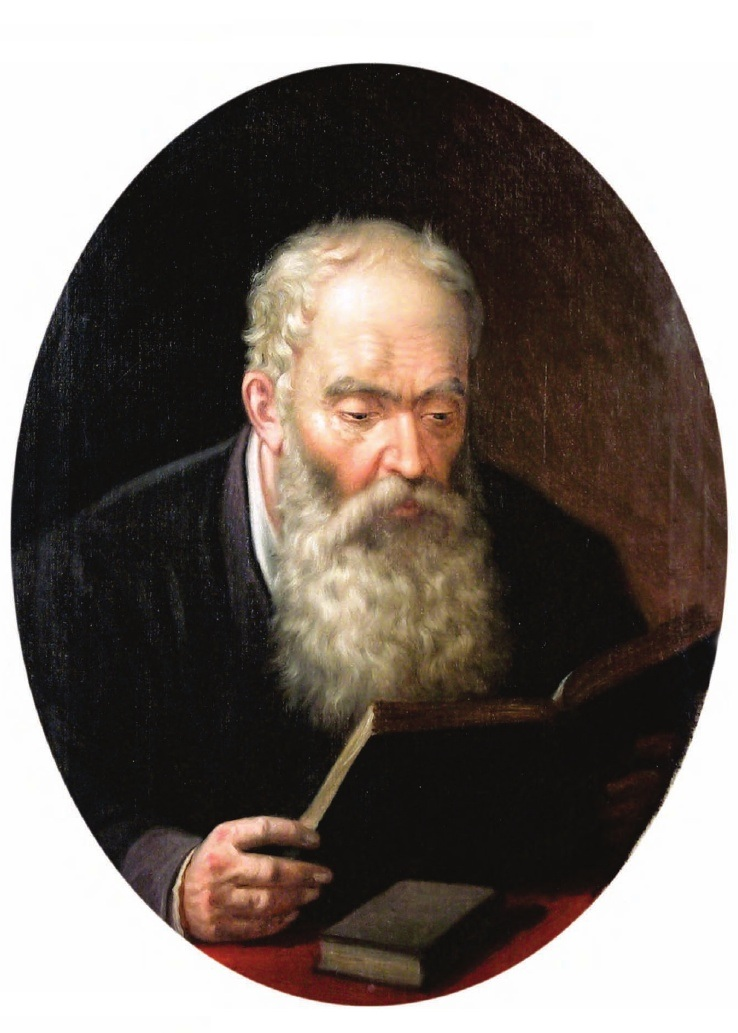
Retrato del padre del pintor.
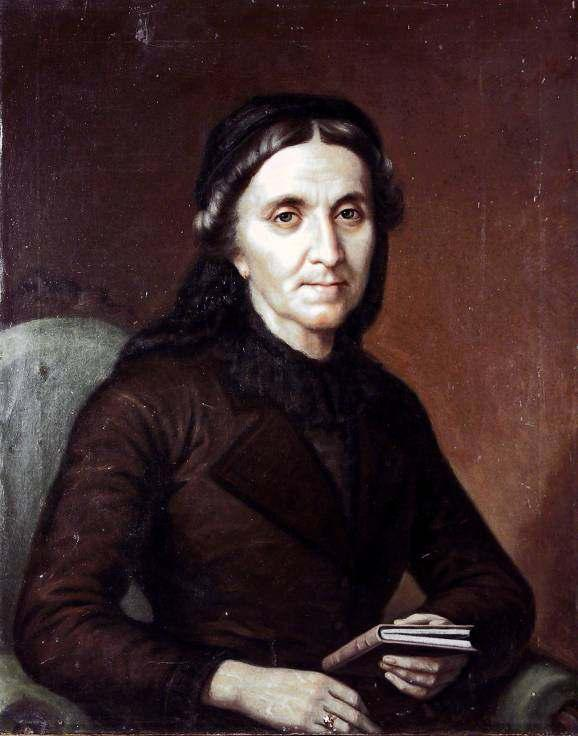
Retrato de Sevastia Panovici
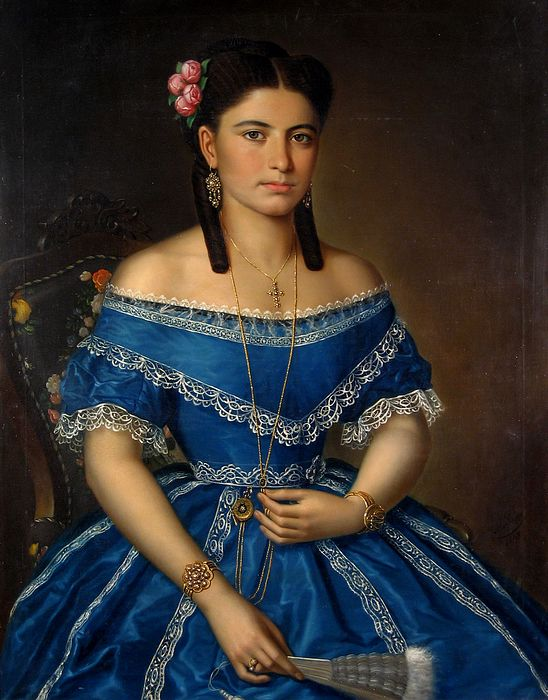
Dama de azul
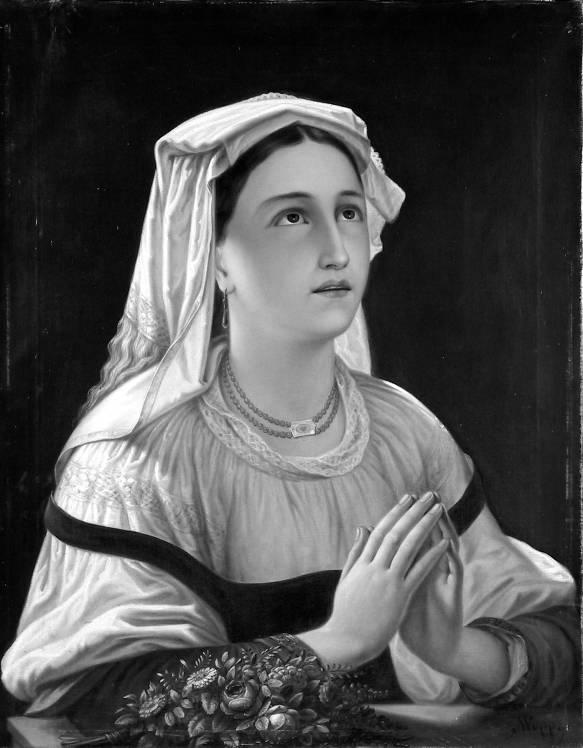
Mujer campesina italiana rezando
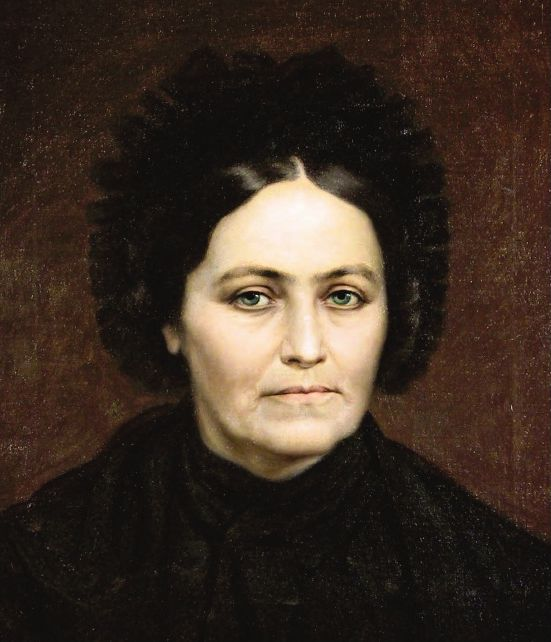
Retrato de la madre del pintor.

## Fuente
- Esta obra contiene una traducción  derivada de «Mișu Popp» de Wikipedia en inglés, concretamente de esta versión, publicada por sus editores bajo la Licencia de documentación libre de GNU y la Licencia Creative Commons Atribución-CompartirIgual 4.0 Internacional.